# NGC 3585
NGC 3585 ist eine Elliptische Galaxie vom Hubble-Typ E6 im Sternbild Hydra südlich der Ekliptik. Sie ist schätzungsweise 55 Millionen Lichtjahre von der Milchstraße entfernt und hat einen Durchmesser von etwa 80.000 Lichtjahren. Die Galaxie ist das hellste Mitglied der NGC 3585-Gruppe (LGG 230).
Das Objekt wurde am 9. Dezember 1784 von Wilhelm Herschel entdeckt.

## NGC 3585-Gruppe (LGG 230)
| Galaxie   | Alternativname | Entfernung / Mio. Lj |
| --------- | -------------- | -------------------- |
| NGC 3585  | PGC 34160      | 55                   |
| PGC 33788 | ESO 438-005    | 58                   |
| PGC 33957 | ESO 438-010    | 58                   |
| PGC 34087 | ESO 438-012    | 50                   |
| PGC 34466 | ESO 438-017    | 46                   |
| PGC 33505 | ESO 502-016    | 59                   |
| PGC 34349 | ESO 503-007    | 59                   |